# Castell’Alfero
Castell’Alfero ist eine Gemeinde in der italienischen Provinz Asti (AT), Region Piemont.

## Lage und Einwohner
Castell’Alfero liegt knapp 12 km nördlich von der Provinzhauptstadt Asti entfernt, auf einer Höhe von 235 m über dem Meeresspiegel. Das Gemeindegebiet umfasst eine Fläche von 19,97 km² und hat 2603 Einwohner (Stand 31. Dezember 2023).
Die Gemeinde besteht aus den Ortsteilen Callianetto, Stazione, Casotto, Serra Perno, Noveiva, Moncucco und Bricco Beretta. Die Nachbargemeinden sind Asti, Calliano, Corsione, Cossombrato, Frinco, Tonco und Villa San Secondo.

### Bevölkerungsentwicklung

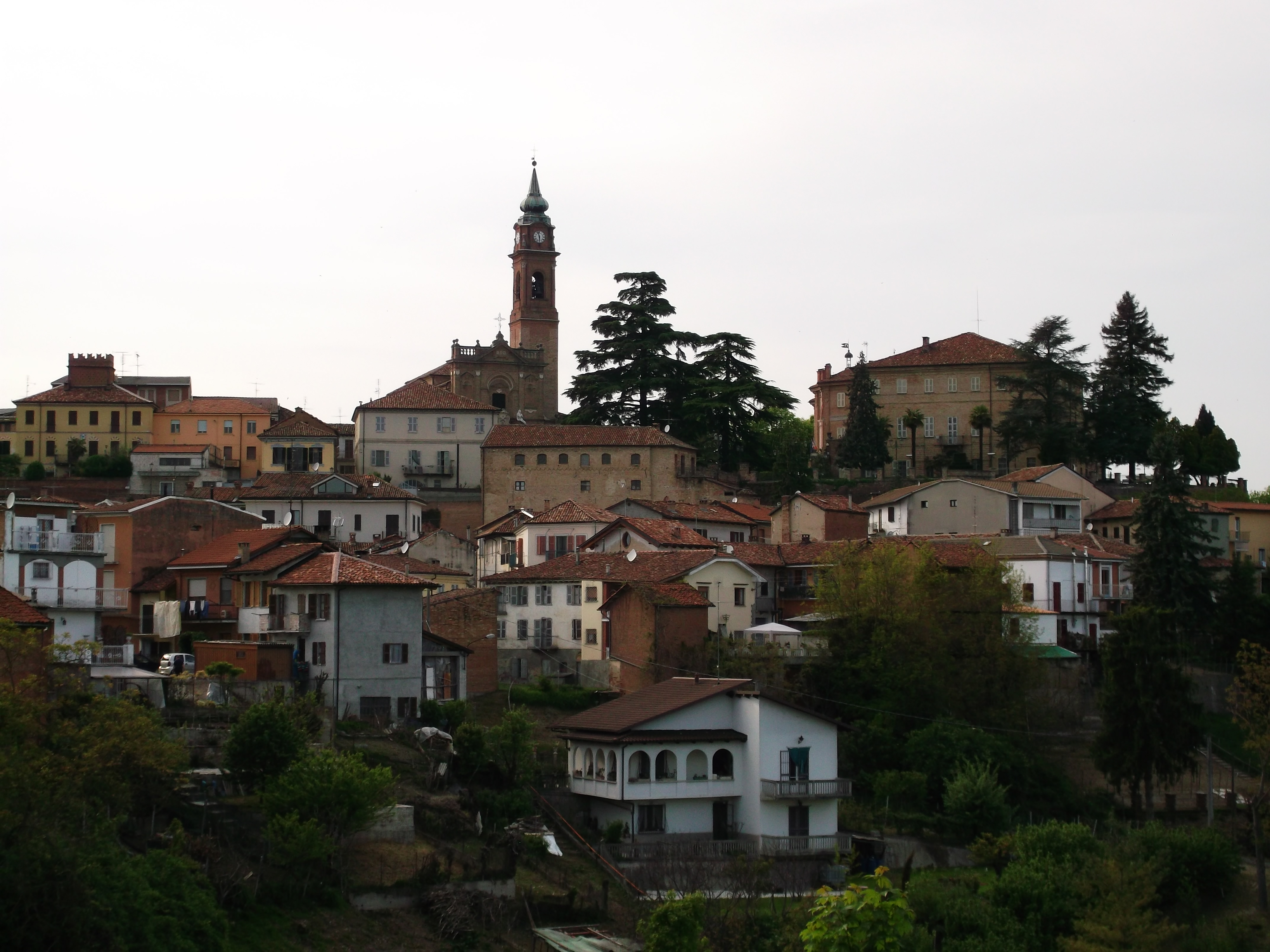

## Gemeindepartnerschaft
- Lafrançaise

## Sehenswürdigkeiten
Castell’Alfero verfügt über ein großes Barockschloss mit schönem Garten sowie über die romanische Kirche Madonna della Neve aus dem Jahr 1155.

## Kulinarische Spezialitäten
In Castell’Alfero werden Reben der Sorte Barbera für den Barbera d’Asti, einen Rotwein mit DOCG Status angebaut.